# L'Affaire Kirsanov
L'Affaire Kirsanov est le 80e roman de la série SAS, écrit par Gérard de Villiers et publié en 1985 dans la collection Plon (Presses de la Cité). Comme tous les SAS parus au cours des années 1980, le roman a été édité lors de sa publication en France à 100 000 exemplaires.
L'action se déroule courant 1985 à Madrid et à Séville.
Malko Linge est envoyé à Madrid pour vérifier que la défection d'un transfuge soviétique se fera sans problème.

## Personnages principaux

### Américains et alliés
- Malko Linge : héros du roman, Autrichien, agent contractuel de la CIA.
- Chris Jones et Milton Brabeck : agents spéciaux de la CIA.
- James Barry : chef de l'antenne de la CIA à Madrid.

### Autres personnages
- Gregor Kirsanov : officier du KGB à Madrid.
- Isabel del Rio : maîtresse de Kirsanov.
- Tomas del Rio
- Francisco Parral
- Juan Braganza
- Larissa Petrov
- Anatoli Petrov
- Général Diaz
- Alfonsin Romero
- Maité
- Ignacio Aracama

## Résumé

### Début du roman
Le major Gregor Kirsanov, officier du KGB à Madrid, souhaite passer à l'Ouest pour vivre avec la femme qu'il aime (sa maîtresse Isabel del Rio) et bénéficier d'une « prime » d'un million de dollars. Malko est envoyé à Madrid pour vérifier que la défection se fera sans problème. Ce que la CIA ignore, c'est que Kirsanov, en se rendant à un rendez-vous secret avec James Barry, le chef de l'antenne de la CIA à Madrid, a été aperçu, à un endroit où il ne « devait pas être », par Larissa Petrov, l'épouse d'Anatoli Petrov, chef du contre-espionnage soviétique à Madrid et supérieur direct de Kirsanov. Lorsque le roman commence, Larissa l'interpelle amicalement, si bien que Kirsanov se croit dans l'obligation de lui faire la cour et de faire en sorte qu'elle accepte d'avoir une relation sexuelle avec lui sur une route déserte. Il l'étrangle ensuite de manière à faire croire à un viol-meurtre de sadique, afin de se débarrasser d'une témoin potentielle. Sur ces entrefaites, Malko arrive à Madrid et, informé de la défection probable de Kirsanov, découvre qu'Isabel del Rio est l'épouse de Tomas del Rio, un homme qu'il avait croisé dans le passé. Il se rend au domicile des del Rio : Tomas est à Séville pour affaires professionnelles, et Isabel se laisse draguer par Malko. Les deux ont une relation sexuelle et Malko apprend qu'Isabel souhaite cesser sa liaison avec Kirsanov (elle ignore tout de son projet de défection et de ses activités d'espionnage). Elle préfère rester vivre avec son mari et se dit lasse de Kirsanov et de son obsession pour elle.

### Aventures
Malko rapporte cette information à James Barry et se dit que le départ de Kirsanov va être problématique. Dans les jours qui suivent, Malko rencontre Kirsanov et met au point au projet de départ. La CIA attend de Kirsanov qu'elle lui révèle, avant l'exfiltration, l'identité réelle d'un espion « haut placé dans la hiérarchie » des services secrets espagnols, répondant au nom de code « Don Quichotte ». Le but est triple : vérifier que Kirsanov veut vraiment aider les Américains ; possibilité pour la CIA de remettre des informations importantes aux services secrets espagnols ; faire en sorte que cette défection aide le pouvoir politique espagnol à remporter (en) le référendum qui doit se tenir bientôt sur l'appartenance de l'Espagne à l'OTAN. De nombreuses aventures vont avoir lieu, mettant en scène les protagonistes dans leur volonté d'accélérer ou de retarder le départ de Kirsanov : la CIA veut exfiltrer Kirsanov, mais après la révélation de l'identité de « Don Quichotte » ; en revanche le KGB, qui a découvert la défection, veut l'assassiner ; les autorités espagnoles souhaitent qu'une conférence de presse ait lieu pour que Kirsanov révèle publiquement sa défection et ne mette pas l'Espagne dans l'embarras. Non seulement Malko va se trouver aux prises avec le KGB, qui va « sous-traiter » l'exécution de Kirsanov aux Cubains et à l'ETA, mais va être confronté à l'action des Espagnols qui refusent un départ secret et précipité, tandis qu'il doit empêcher Kirsanov de découvrir que sa maîtresse ne veut plus de lui et qu'elle ne prendra jamais la fuite avec lui...

## Autour du roman
La structure du roman fait penser à celle qui sera utilisée dans L'Amour fou du colonel Chang (SAS no 138).